# Anous stolidus

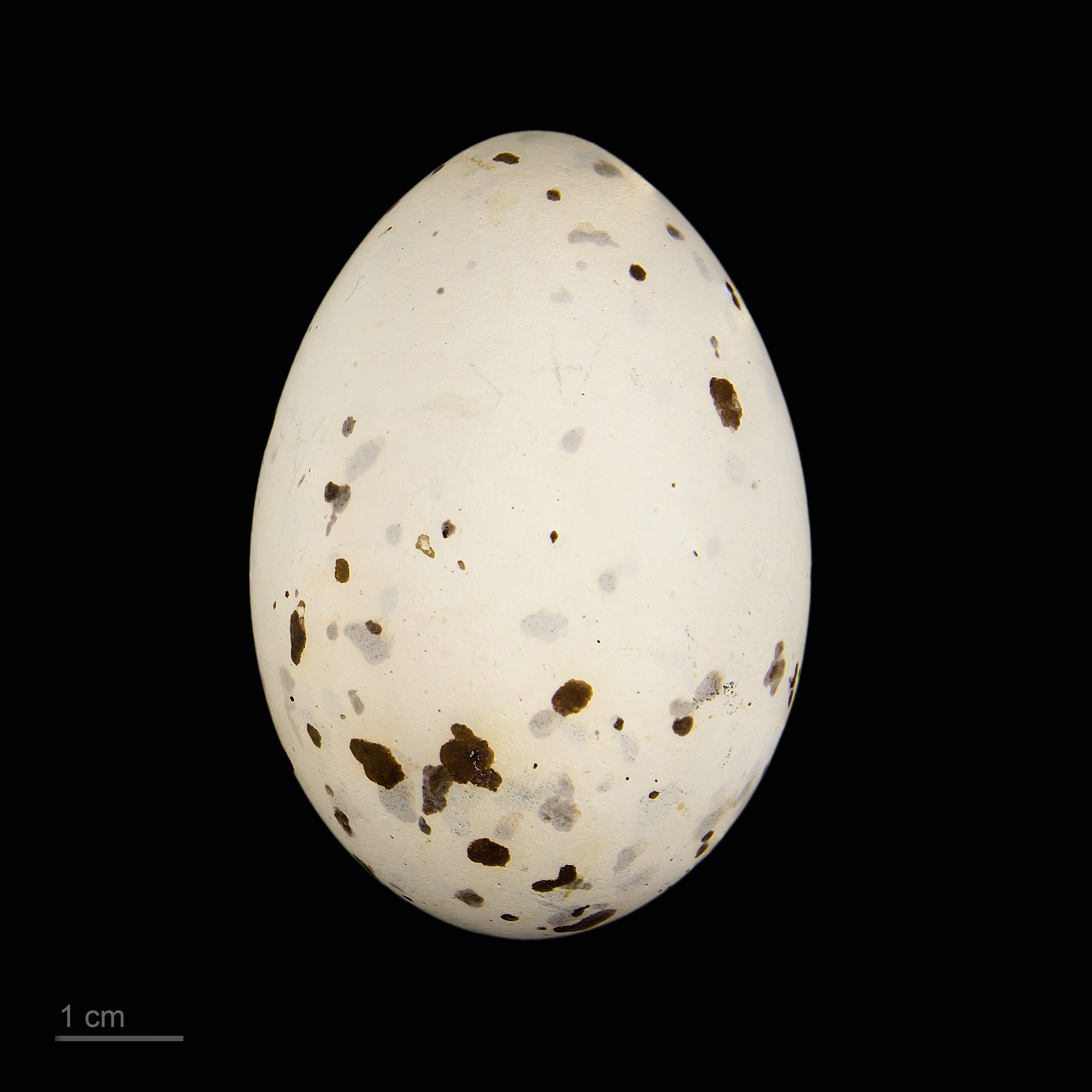
Anous stolidus - MHNT

La tiñosa común, charrán pardo o gaviotín de San Félix (Anous stolidus) es una especie de ave Charadriiforme de la familia Sternidae. Su distribución es global; se las encuentra en zonas tropicales desde Hawái hasta el archipiélago de Tuamotu y Australia en el océano Pacífico, desde el mar Rojo hasta las Islas Seychelles y la costa oeste australiana en el océano Índico y desde el mar Caribe a Tristán da Cunha en el océano Atlántico.
Pasa gran parte del tiempo en vuelo sobre el mar, ya sea en aguas costeras o en medio del océano. Vuela a baja altura sobre la superficie, batiendo sus alas con rapidez. Para alimentarse, se cierne y luego se zambulle para atrapar el alimento de la superficie.
Sus principales presas son peces y calamares. Para descansar, suele ir al litoral para posarse en una roca o un árbol, aunque a veces nada e incluso duerme sobre el agua. En la exhibición, ambos sexos hacen oscilar la cabeza arriba y abajo mostrándose sus pálidas frentes.

## Subespecies
Se conocen cuatro subespecies de Anous stolidus:
- Anous stolidus galapagensis Sharpe, 1879
- Anous stolidus pileatus (Scopoli, 1786)
- Anous stolidus ridgwayi Anthony, 1898
- Anous stolidus stolidus (Linnaeus, 1758)